# NGC 1262
NGC 1262 è una galassia a spirale barrata molto vasta ed estremamente lontana, situata nella costellazione dell'Eridano, a una distanza di circa 1,66 miliardi di anni luce dalla nostra Via Lattea.

## Scoperta
La galassia è stata scoperta il 12 novembre 1885 dall'astronomo statunitense Francis Leavenworth.

## Descrizione
NGC 1262 ha una classe di luminosità III.
È stata sempre considerata la più lontana galassia inclusa nel New General Catalogue di John Dreyer. Recenti calcoli hanno ritoccato di poco la sua velocità radiale, senza influenzare particolarmente il valore della distanza. Anche le sue dimensioni sono notevoli e corrispondono a quattro volte quelle della nostra Via Lattea.